# Yma o Hyd
Yma o Hyd (en galés 'Todavía aquí') es una canción patriótica galesa escrita por el cantautor y político Dafydd Iwan en 1981. La letra exalta la supervivencia de la nación galesa y del idioma galés a través de los siglos desde que Magno Máximo (llamado Macsen Wledig en la tradición autóctona) fuese proclamado emperador romano por sus tropas en el año 383. El político nacionalista Gwynfor Evans, histórico líder del partido Plaid Cymru, es quien podría haber dado la idea a Iwan para componer la canción.

El estribillo de la canción proclama Ry'n ni yma o hyd, er gwaetha pawb a phopeth ('Todavía estamos aquí, pese a todo y a todos') y hace alusión a la supervivencia histórica de Gales y de su gente hasta el día del Juicio Final. Se trata de una referencia a la conversación registrada por Gerallt Gymro entre Enrique II de Inglaterra y un anciano galés durante la cual este último adviritó al rey de que «salvo Gales, ninguna otra nación podrá en el día del Juicio Universal ante el Juez Supremo responder por este territorio». 
Se ha asociado con frecuencia esta canción con el aumento de moral del nacionalismo galés durante la década de los 80, inspirando a su vez un aumento en el apoyo del resurgimiento del idioma galés como lengua de Gales. Este periodo culminó con la creación de la Asamblea de Gales (Cynulliad Cenedlaethol Cymru) en Cardiff en el año 1999. A día de hoy, Yma o Hyd sigue siendo una canción hímnica de gran popularidad entre el público galés y uno de los exponentes más célebres de la música folk galesa. Está considerada como el segundo himno del país por detrás del oficial -Hen Wlad Fy Nhadau- y a menudo se entona durante partidos de rugby, tanto de la selección nacional como de equipos profesionales, particularmente los Scarlets. También es un cántico frecuente en los partidos del equipo de fútbol Wrexham FC.

## Letra

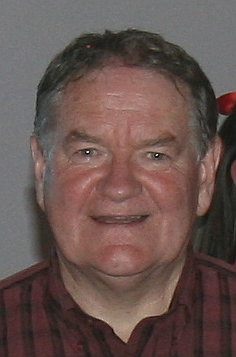
Dafydd Iwan

| En galés: Dwyt ti'm yn cofio Macsen, does neb yn ei nabod o; Mae mil a chwe chant o flynyddoedd yn amser rhy hir i'r co'; Pan aeth Magnus Maximus o Gymru yn y flwyddyn tri-chant-wyth-tri, A'n gadael yn genedl gyfan a heddiw - wele ni! [Cytgan] Ry'n ni yma o hyd, x2 Er gwaetha pawb a phopeth, x3 Ry'n ni yma o hyd, x2 Er gwaetha pawb a phopeth,x3 Ry'n ni yma o hyd. Chwythed y gwynt o'r Dwyrain, rhued y storm o'r môr, Hollted y mellt yr wybren, a gwaedded y daran encôr, Llifed dagrau'r gwangalon, a llyfed y taeog y llawr Er dued yw'r fagddu o'n cwmpas, ry'n ni'n barod am doriad y wawr! [Cytgan] Cofiwn i Facsen Wledig adael ein gwlad yn un darn A bloeddiwn gerbron y gwledydd 'Byddwn yma hyd Ddydd y Farn!' Er gwaetha pob Dic Siôn Dafydd, er gwaethaf y gelyn a'i griw, Byddwn yma hyd ddiwedd amser, a bydd yr iaith Gymraeg yn fyw! [Cytgan] | En español: ¿No recuerdas a Macsen? Nadie lo recuerda; Milseiscientos años es mucho, mucho tiempo atrás; Cuando Magno Máximo dejó Gales en el año 383 Nos dejó una nación ¡Y ahora, todavía estamos aquí! [Estribillo] Todavía estamos aquí x2 Pese a todo y a todos x3 Todavía estamos aquí x2 Pese a todo y a todos x3 Todavía estamos aquí El viento soplará desde el este, la tormenta rugirá desde el mar El relámpago dividirá los cielos, y los truenos clamarán aún Las lágrima de los débiles de corazón caerán, y los serviles aduladores se arrastrarán Pero pese a la oscuridad que nos rodea ¡Crearemos un nuevo amanecer! [Estribillo] Recordad que el viejo emperador Mecsen dejó nuestro país unido, Gritemos ante el resto de naciones ¡que todavía estaremos aquí hasta el día del Juicio Final! Pese a todos los Dic Siôn Dafydd y pese al viejo enemigo Estamos todavía vivos, y seguiremos aquí al final de los tiempos ¡Y el idioma galés resistirá! [Estribillo] |

Dic Siôn Dafydd es un nombre derogatorio con el que se hace referencia a las personas galesas que reniegan de sus orígenes culturales e imitan las formas de los ingleses, o la cultura inglesa. El origen del término se debe al bardo Jac Glan-y-gors, quien escribió en el siglo XIX el poema Cerdd Dic Siôn Dafydd sobre un hombre galés que se traslada a vivir a Londres, dando la espalda a su Gales natal y a su familia.